# John Psathas
John Joannis Psathas (ur. 3 lipca 1966 w Wellington) – nowozelandzki kompozytor greckiego pochodzenia .
Autor muzyki do ceremonii otwarcia i zamknięcia XXVIII Letnich Igrzysk Olimpijskich w 2004 w Atenach .

## Twórczość
- Waiting for the Aeroplane for piano (1988)
- Matre's Dance for piano and percussion (1991)
- Percussion Concerto for four percussionists and orchestra (1992/95)
- Drum Dances for piano and drum kit (1993)
- Rhythm Spike for piano (1994)
- Three Island Songs for clarinet, cello and piano (1995)
- Abhisheka for string quartet (1996)
- Happy Tachyons for piano and percussion (1996)
- Three Island Songs (version for piano trio) (1996)
- Motet for piano duet (1997)
- Jettatura for piano (1999)
- Luminous for orchestra (1999)
- Piano Quintet for piano and string quartet (2000)
- Saxophone Concerto for tenor saxophone, drum kit and orchestra (2000)
- Fragment for piano and vibraphone (or piano duet) (2001)
- Orpheus in Rarohenga for soprano, tenor and bass soloists, choir and orchestra (2002)
- View from Olympus: Double Concerto for percussion, piano and orchestra (2002)
- Piano Concerto for piano and orchestra (2003)
- Numerous pieces for the Olympic Games ceremonies (2004)